# عماد سلیمان
عماد سلیمان (انگلیسی: Emad Soliman؛ زادهٔ ۲۳ ژوئیهٔ ۱۹۵۹) بازیکن فوتبال است.
وی همچنین در تیم ملی فوتبال مصر بازی کرده‌است.